# Лук причесночный
Лук причесно́чный (лат. Állium scorodoprásum) — многолетнее травянистое растение, вид рода Лук (Allium) семейства Луковые (Alliaceae).

## Распространение и экология
В природе ареал вида охватывает всю территорию Европы и Малую Азию. Культивируется и натурализовалось повсеместно.
Произрастает на лугах, между кустарниками.

## Ботаническое описание
Луковица яйцевидная, диаметром 1—2 мм; наружные оболочки коричневые, почти кожистые, разламывающиеся; оболочки замещающей луковицы тёмно-фиолетовые. Луковички небольшие, многочисленные, гладкие, тёмно-фиолетовые. Стебель высотой 40—80 см, на треть одетый гладкими влагалищами листьев.
Листья в числе трёх—пяти, шириной 4—10 мм, линейные, не дудчатые, к верхушке постепенно суженные, по краю и средней жилке шероховатые, очень короткие, едва превышающие середину стебля.
Чехол длиннее зонтика, рано опадающий. Зонтик с фиолетовыми луковичками, многоцветковый, очень редко без цветков. Цветоножки в два раза длиннее околоцветника, равные, при основании с прицветниками. Листочки яйцевидно-колокольчатого  околоцветника пурпурные, с более тёмной жилкой, острые, шероховатые, длиной около 5 мм, наружные продолговатые, килеватые, немного уже внутренних продолговато-яйцевидных. Нити тычинок немного короче  листочков околоцветника, при основании между собой и с околоцветником сросшиеся, при основании ресничатые, наружные шиловидные, внутренние трёхраздельные. Столбик не выдается из околоцветника.
|                                                                |  |
| Стебель и основание листа (слева), цветочная головка (справа). |  |

## Таксономия
Вид Лук причесночный входит в род Лук (Allium) семейства Луковые (Alliaceae) порядка Спаржецветные (Asparagales).
|  |                                      |  |                                                             |                                                             |                   |  | ещё 24 семейства (согласно Системе APG II) | ещё 24 семейства (согласно Системе APG II) |                      |  |  |  | ещё более 870 видов |
|  |                                      |  |                                                             |                                                             |                   |  | ещё 24 семейства (согласно Системе APG II) | ещё 24 семейства (согласно Системе APG II) |                      |  |  |  | ещё более 870 видов |
|  |                                      |  |                                                             | порядок Спаржецветные                                       |                   |  |                                            |                                            | род Лук              |  |  |  |                     |
|  |                                      |  |                                                             | порядок Спаржецветные                                       |                   |  |                                            |                                            | род Лук              |  |  |  |                     |
|  | отдел Цветковые, или Покрытосеменные |  |                                                             |                                                             | семейство Луковые |  |                                            |                                            | вид Лук причесночный |  |  |  |                     |
|  | отдел Цветковые, или Покрытосеменные |  |                                                             |                                                             | семейство Луковые |  |                                            |                                            |                      |  |  |  |                     |
|  |                                      |  | ещё 44 порядка цветковых растений (согласно Системе APG II) | ещё 44 порядка цветковых растений (согласно Системе APG II) |                   |  |                                            | ещё около 300 родов                        | ещё около 300 родов  |  |  |  |                     |
|  |                                      |  |                                                             | ещё 44 порядка цветковых растений (согласно Системе APG II) |                   |  |                                            |                                            | ещё около 300 родов  |  |  |  |                     |

### Синонимы
По данным The Plant List на 2010 год, в синонимику вида входят:
- Allium arenarium L.
- Allium contortum Stokes
- Allium halleri Bab., nom. illeg.
- Allium neglectum Wender.
- Allium obscurum M.Bieb. ex Schult. & Schult.f.
- Allium persicum Fisch. ex Regel, nom. illeg.
- Allium violaceum Gilib., nom. inval.
- Ascalonicum scorodoprasum (L.) P.Renault
- Porrum arenarium (L.) Rchb.
- Porrum scorodoprasum (L.) Rchb.